# Manbuta agenor
Manbuta agenor là một loài bướm đêm trong họ Erebidae.